# Philharmostes grebennikovi
Philharmostes grebennikovi är en skalbaggsart som beskrevs av Alberto Ballerio 2004. Philharmostes grebennikovi ingår i släktet Philharmostes och familjen Hybosoridae. Inga underarter finns listade i Catalogue of Life.